# Westfaals voetbalkampioenschap
Het Westfaals voetbalkampioenschap was van 1911 tot 1933 een van de regionale voetbalcompetities van de West-Duitse voetbalbond.

## Geschiedenis
De competitie begon in 1911 door samenvoeging van de competities van Mark en Ravensberg-Lippe. In 1933 werden alle competitie van de West-Duitse voetbalbond ontbonden door de NSDAP.

## Erelijst
- 1912 SuS Schalke 1896 (W)
- 1912 FC Preußen 06 Münster (O)
- 1913 BV 04 Dortmund (W)
- 1913 1. FC Arminia Bielefeld (O)
- 1914 FC Preußen 06 Münster
- 1915 Regionale kampioenschappen
- 1916 Regionale kampioenschappen
- 1917 Regionale kampioenschappen
- 1918 Regionale kampioenschappen
- 1919 Geen competitie
- 1920 Hammer SpV 04
- 1921 SC Preußen 06 Münster

- 1922 TG Arminia Bielefeld
- 1923 1. Bielefelder FC Arminia
- 1924 1. FC Arminia 05 Bielefeld
- 1925 1. FC Arminia 05 Bielefeld
- 1926 1. FC Arminia 05 Bielefeld
- 1927 DSC Arminia Bielefeld
- 1928 SC Borussia 08 Rheine
- 1929 SpVgg Herten 07
- 1930 VfB 03 Bielefeld
- 1931 VfB 03 Bielefeld
- 1932 SpVgg Herten 07
- 1933 DSC Arminia Bielefeld